# Sebastian Seifert
Roy Sebastian Marcus Seifert, född 12 december 1978 i Ystad, är en svensk handbollstränare och tidigare handbollsspelare (mittnia/vänsternia).

## Spelarkarriär
Seifert började sin karriär i IFK Ystad i hemstaden. 22 år gammal startade han en proffskarriär i danska KIF Kolding. Två säsonger i Kolding belönades med två danska mästerskapstitlar. Åter i Ystad skulle Seifert börja spela i tyska Bundesliga för TuS Nettelstedt-Lübbecke men där blev det bare ett år. Seifert återvände till Kolding och avslutade sina nio år som handbollsproffs på bästa sätt med danskt mästerskapsguld.  Åter i hemstaden blev det spel för Ystads IF i elitserien under fyra år. Sen väntade en tränarkarriär.
Han har tidigare representerat Sveriges landslag under 1998–2008 i 105 landskamper och är stor grabb.

## Tränarkarriär
Seifert började som assisterande i Ystads IF efter att ha slutat som spelare 2013. Nästa säsong tog han över huvudtränarsysslan med Pierre Hammarstrand som assisterande. Ystads IF tog sig till semifinal i slutspelet tre gånger med Seifert som tränare. Efter säsongen 2016/2017 valde Ystad att byta tränare. Ystad IF kom på åttondeplats i serien och tog sig till semifinal men förlorade mot IFK Kristianstad med 1-3 i matcher. I januari 2018 fick Sebastian Seifert ta över som tränare i HIF Karlskrona som avskedat sin tränare. Han var med om att rädda Karlskrona kvar i handbollsligan och avslutade i april 2018 sitt uppdrag i klubben. Mellan 2019 och 2023 var han huvudtränare för IFK Ystad.

## Meriter som spelare
- Dansk mästare fem gånger (2001, 2002, 2005, 2006 och 2009) med KIF Kolding
- Silver vid U21-VM 1999 i Qatar